# Зак Інсерті
Зак Інсерті (англ. Zac Incerti, 13 липня 1996) — австралійський плавець.
Призер Олімпійських Ігор 2020 року.
Призер Ігор Співдружності 2018 року.